# Pagyda amphisalis
Pagyda amphisalis là một loài bướm đêm trong họ Crambidae.